# Пеладжик
Пеладжик (англ. Pelagic) — нефтегазовое месторождение в Израиле в акватории Средиземного моря. Открыто в 2012 году. Запасы оцениваются в 6,7 трлн куб. футов (190 млрд м³), что делает его третьим по величине израильским газовым месторождением, после месторождений Левиафан (17 трлн куб. футов, 480 млрд м³) и Тамар (9 трлн куб. футов, 250 млрд м³). Вероятность успеха проекта «Йоад» оценивается в 28,5 %. Более глубокий слой месторождения может содержать ещё 13,5 трлн куб. футов (380 млрд м³) природного газа или 1,4 млрд баррелей нефти. Вероятность успешной добычи газа или нефти из этого слоя составляет от 5,3 % до 12,3 %.
Месторождение расположено в 170 км от берега к западу от Хайфы. Лицензия месторождения, площадью 2000 км², граничит с кипрским «Блок 12» (месторождение «Афродита») и израильским «Рацио-Ям» (месторождение «Левиафан»).
Оператором месторождения является американская нефтяная компания Ryder Scott.
Компания «Издамнут Исраэлит» сообщила 18 октября 2012 года, что пробное бурение начнется в ноябре и продлится три месяца. Стоимость работ составляет около 103 млн долларов.